# Яхин, Фазылгаян Фаткулбаянович
Фазылгаян (Файзи, Файзылгаян,) Фаткулбаянович Яхин (9 июня 1923 — 1999)— председатель колхоза «Октябрь» Илишевского района БАССР. Герой Социалистического Труда (1966). Депутат VIII-го созыва Верховного Совета СССР (1970—1974) , делегат III Всесоюзного съезда колхозников.
Участник Великой Отечественной войны.

## Биография
Яхин Фазылгаян Фаткулбаянович родился 9 июня 1923 года в селе Юнны Исмаиловской волости Бирского кантона Башкирской АССР, в крестьянской семье. Башкир. Окончил среднюю школу.
Трудиться начал в 1938 году электросварщиком Белорецкого металлургического завода, учётчиком тракторной бригады Яркеевской машинно-тракторной станции Илишевского района. В мае 1941 года поступил в Янаульскую школу гражданского воздушного флота.
с 1942 года — в Красной Армии. С августа 1942 года участвовал в боях с захватчиками. В ноябре 1942 года, воюя командиром отделения 1118-го стрелкового полка 333-й стрелковой дивизии, в боях на Дону был ранен. После госпиталя вернулся на фронт. День Победы встретил воздушным стрелком-радистом 260-го бомбардировочного полка 244-й бомбардировочной дивизии. После войны продолжал службу в своей части в Южной группе войск. В 1948 году в звании сержанта был демобилизован. Вернулся на родину.
С 1948 года работал председателем Илишевского районного комитета ДОСААФ, с 1953 года — инструктором Илишевского райкома КПСС, с 1957 года — освобождённым секретарём парторганизации Андреевской МТС Илишевского района. В июне 1958 года был избран председателем колхоза «Октябрь».
Добился больших успехов в агротехники возделывания зерновых культур, в экспериментах по нахождению лучших сроков и способов сева пшеницы, углублению пахотного горизонта. В 1968 году зерновых урожай по колхозу составил 32,7 центнера с гектара — был это высший показатель по республике в то время.
Указом Президиума Верховного Совета СССР от 23 июня 1966 за успехи, достигнутые в увеличении производства и заготовок пшеницы, ржи, гречихи, других зерновых и кормовых культур и высокопроизводительном использовании техники, Яхину Файзылгаяну Фаткулбаяновичу присвоено звание Героя Социалистического Труда с вручением ордена Ленина и золотой медали «Серп и Молот».

## Награды
Награждён орденами Ленина (23.06.1966), Октябрьской Революции (1971), Трудового Красного Знамени (1981), Отечественной войны 2-й степени (11.03.1985), медалями, в том числе пятью золотыми и серебряными медалями ВДНХ СССР.

## Память
В память о земляке проводятся соревнования.
Именем Ф. Ф. Яхина названа улица в селе Исанбаево Илишевского района РБ.